# 山縣初男

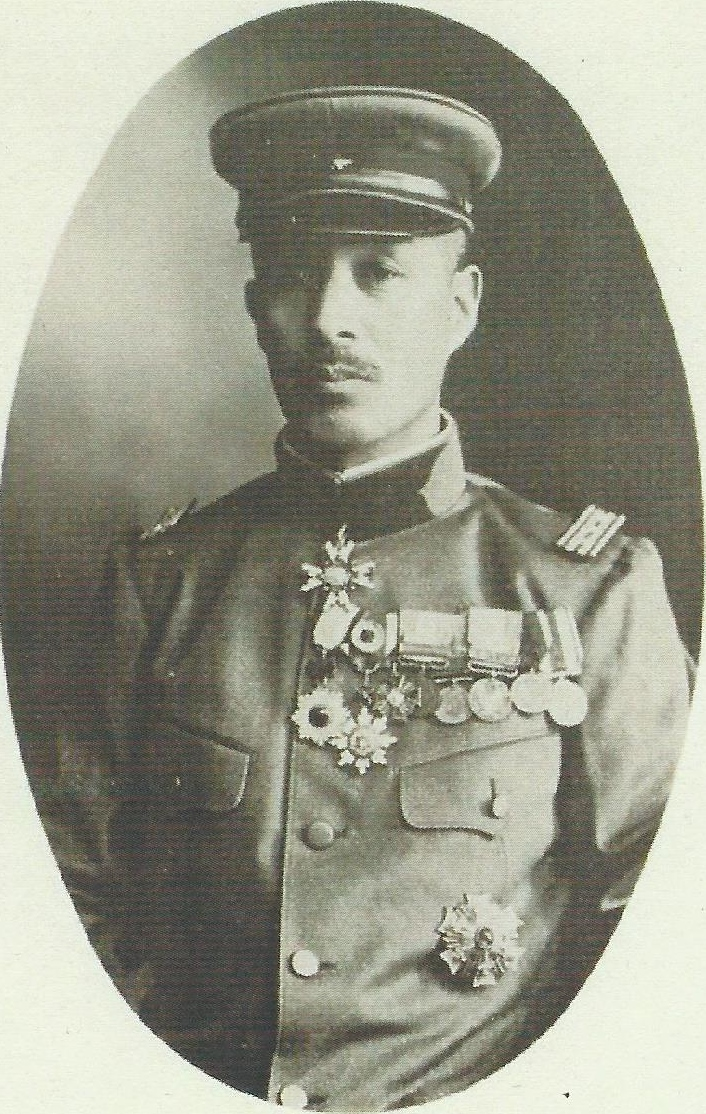
1925年3月14日、雲南にて

山縣 初男（やまがた はつお、1873年〈明治6年〉8月31日 - 1971年〈昭和46年〉1月11日）は、日本陸軍の軍人。最終階級は陸軍大佐。陸軍の中国通（支那通）の一人として知られ、繆斌工作に関与していた。別号は三志園、海城。娘婿は自由民主党の政治家である三原朝雄。新潟県村上本町表新町（現・村上市）に生まれる。

## 事績
旧士族山縣正升の長男として生まれる。村上私学校を中退して陸軍教導団歩兵科に入り、1894年（明治27年）3月に卒業。歩兵二等軍曹として日清戦争に参戦した。1898年（明治31年）12月、士官候補生となり、陸軍士官学校（12期）に入学。1900年（明治33年）11月に卒業後、歩兵第30連隊に所属して日露戦争に参戦する。
これ以後は中国関係の勤務に従事し、約40年にわたって中国各地に在住、陸軍の中国通（支那通）の1人として知られることになる。中華民国成立後は、雲南の唐継尭や貴州の劉顕世の軍事顧問を務めた。特に唐の軍事顧問としては、1921年から翌年にかけて起きた顧品珍のクーデター鎮圧に貢献している。1923年（大正12年）、陸軍大佐に昇進、1926年（大正15年）3月、予備役に編入。退官後も引き続き中国で活動を続け、1945年（昭和20年）1月には、汪兆銘政権の繆斌に会うなど和平工作に従事したが、これは失敗に終わっている。
戦後は暫く東京都に居住し、後に福岡県遠賀郡遠賀町へ移り、娘婿・三原朝雄宅に寓居した。1971年（昭和46年）1月11日没。享年99（満97歳）。

## 栄典
- 1901年（明治34年）10月10日 - 正八位[2]
- 1910年（明治43年）9月30日 - 従六位[3]

## 著作
- 『臥牛庵吟草』
- 『老子の新研究』
- 『秘境雲南』
- 『侠艶記：支那小説』
- 『老子と易経との比較研究』
- 『西蔵通覧』
- 『最新支那通志』他多数